# Staatliches Konservatorium Kasan
Die Verlinkung mit wikidata ist offenbar unzutreffend, da sie das Gebäude (Architektur), nicht jedoch das Konservatorium (Organisation) betrifft.

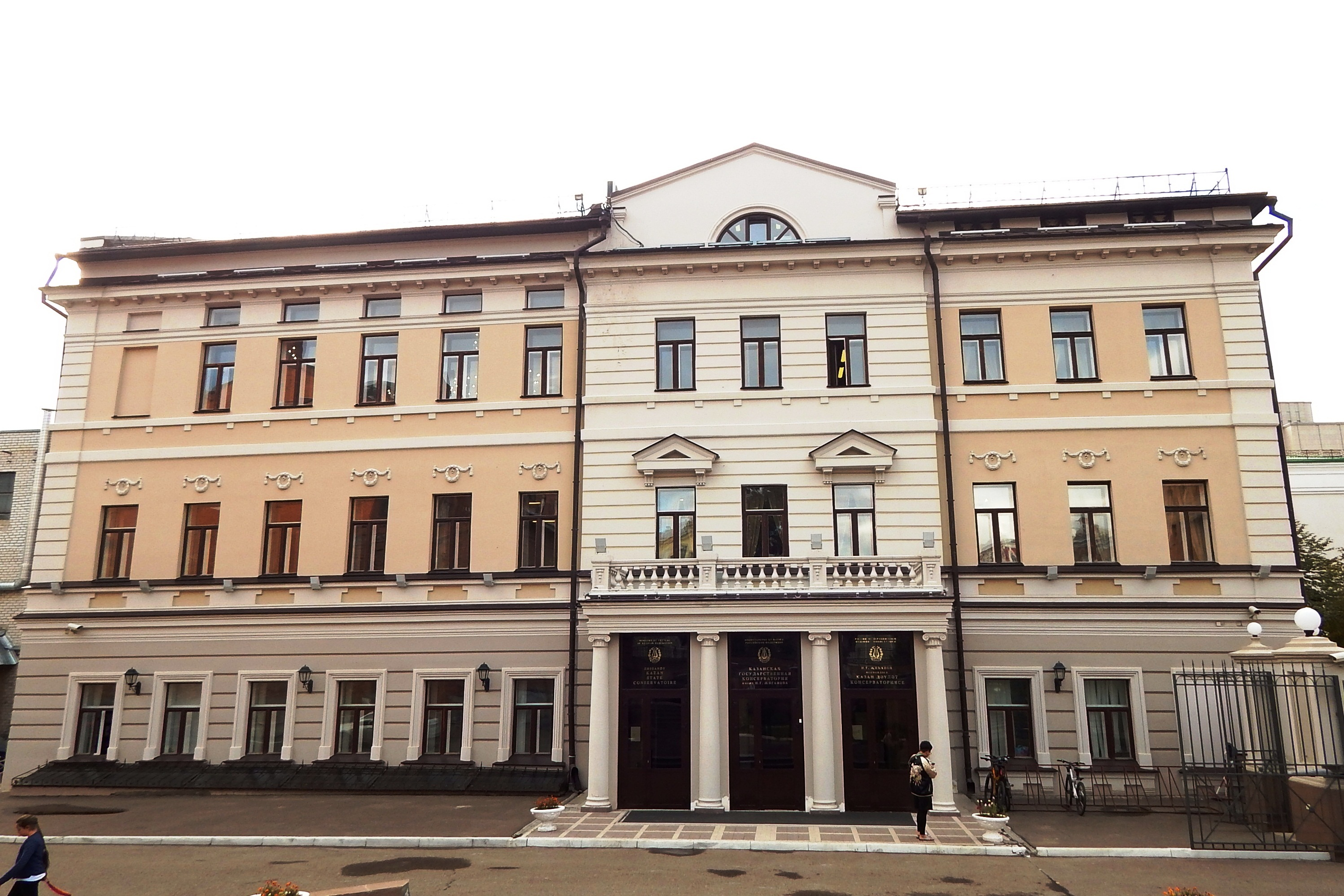
Haus des Adels: Bolschaja-Krasnaja-Straße 38, Kasan, Tatarstan (Objekt des kulturellen Erbes Russlands)

Das Staatliche Konservatorium Kasan N. G. Schiganow (russisch Казанская государственная консерватория имени Н. Г. Жиганова, Transkription Kasanskaja gossudarstwennaja konserwatorija imeni N. G. Schiganowa) ist die höhere Musikschule von Kasan.

## Geschichte
Das Staatliche Konservatorium wurde 1945 eröffnet. Es wurde als ein Zentrum für die Ausbildung von Musikern höchster Qualifikation (Lehrer, Interpreten, Komponisten, Musikwissenschaftler) für die Republiken Tatarstan, Baschkortostan, Tschuwaschien, Udmurtien, Mordwinien, Mari El in der mittleren Wolga- und Uralregion gegründet.
Ihr erster Rektor war eine prominente Persönlichkeit der tatarischen Kultur, der Komponist Nasib Schiganow (1911–1988). Die Kasaner Schule für Komposition wurde unter der Leitung der Professoren Genrich Litinski, Albert Leman und Schiganow gegründet. Schiganow war von 1945 bis 1988 Rektor. Im Jahr 2000 wurde das Konservatorium nach ihm benannt. Sein Nachfolger im Rektorenamt wurde 1988 Rubin Abdullin.
Das Konservatorium umfasst 8 Fakultäten und 21 Lehrstühle. Es hat Abteilungen für Klavier, Orchester, Gesang, Chorleitung, Volksinstrumente, Theorie und Komposition sowie tatarische Musikkunst, daneben gibt es verschiedene weitere Abteilungen.
Zu den Absolventen der Hochschule zählten u. a. Sofia Gubaidulina, Oleg Lundstrem und Almas Monassypow.
Am Konservatorium werden regelmäßig verschiedene Wettbewerbe für ausführende Musiker veranstaltet.

## Persönlichkeiten
- Rubin Abdullin (* 1950), Professor für Orgel und Piano